# 요하네스 브렌츠

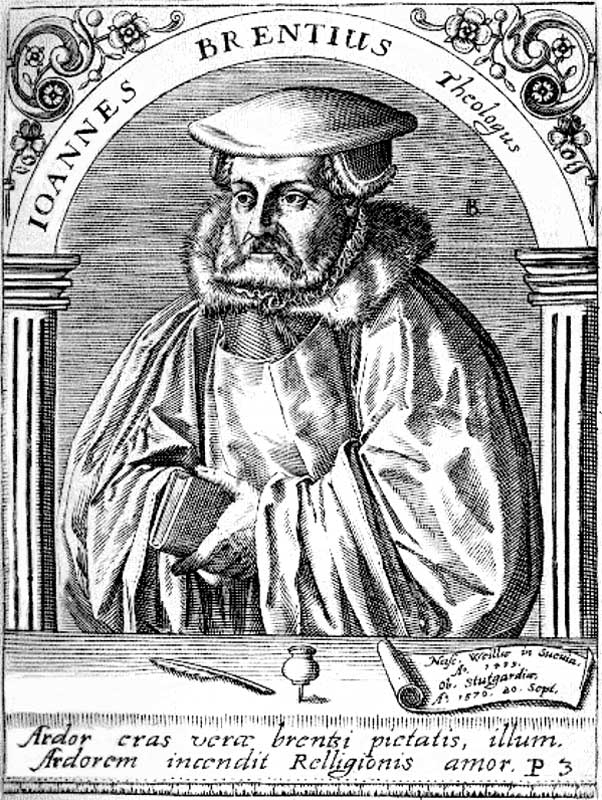
요하네스 브렌츠, 17 세기 동판

요하네스 브렌츠(독일어: Johannes Brenz, 1499년 6월 24일 ~ 1570년 9월 11일)는 독일의 신학자이자 뷔르템베르크 공작령의 종교 개혁자였다. 마르틴 루터의 친구로서 브렌츠는 독일 서남부 지역에서 종교개혁에 헌신한 사역자였다. 개혁 초기부터 루터를 지지하였지만 추종자는 아니었다. 성서해석자로 많은 저작을 남겼다. 슈투트가르트대학교회의 담임목사였던 브렌츠가 남긴 성경주석은 루터파 정통주의의 중요한 기준이 되었다.
그는 뷔르템베르크의 교회 재조직과 위계질서 확립에 큰 영향력을 끼쳤다. 교회의 분열을 극복하기 위하여 회집된 모임이 있을 때마다 그는 참여하였다. 마르부르크 회담에서는 성만찬 이론을 두고 개신교 진영이 분열되었다. 레겐스부르크 회담에서는 천주교와의 일치를 놓고서 많은 숙의를 하였지만 결국 결렬되었다. 심지어는 트렌토 공의회에도 참석하였다. 비록 성과는 없었다 하더라도 교회일치를 향한 그의 열정을 읽을 수 있다.

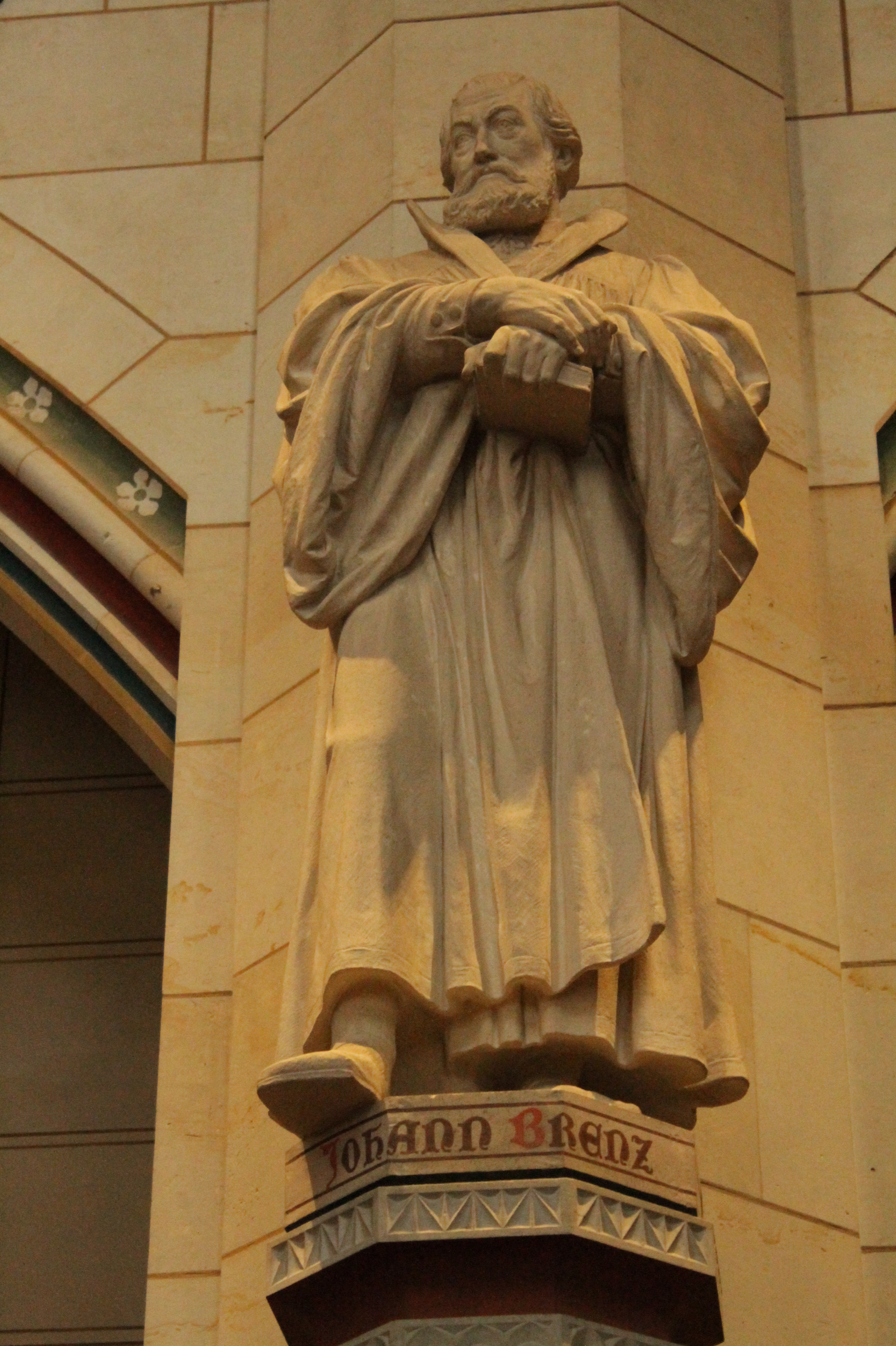
비텐 베르크의 슐로스교회에 있는 브렌츠 동상

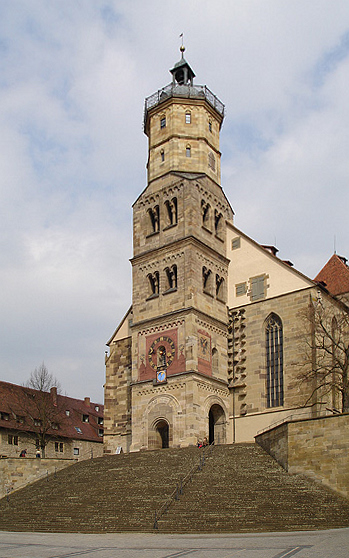
요하네스 브렌츠 (Johannes Brenz)가 목회한 한 슈바비쉬 홀 (Schwaebisch Hall)의 마이클교회